# Spoorlijn 241
Spoorlijn 241 was een Belgische industrielijn in Binche en was een aftakking van spoorlijn 108 (Y Mariemont - Erquelinnes) bij station Leval. De lijn liep tot aan de kolenmijn Sainte-Elisabeth bij Péronnes-lez-Binche en was 5,9 km lang.
De lijn liep oorspronkelijk in een vrij rechte lijn van de Fosse Sainte-Barbe naar de Fosse Sainte-Marguerite. In de loop van de tijd verlegd en kreeg een meer westelijk tracé parallel aan de Rue des Mineurs. In het verleden heeft de lijn ook het nummer 182 gehad. 

## Aansluitingen
In de volgende plaats was er een aansluiting op de volgende spoorlijnen:
Leval
Spoorlijn 108 tussen Y Mariemont en Erquelinnes
Spoorlijn 251 tussen Y Bois-des-Vallées en Leval